# Forcipomyia annulatipes
Forcipomyia annulatipes är en tvåvingeart som beskrevs av John William Scott Macfie 1939. Forcipomyia annulatipes ingår i släktet Forcipomyia och familjen svidknott. Inga underarter finns listade i Catalogue of Life.